# (9527) 1981 EH23
(9527) 1981 EH23 — астероїд головного поясу, відкритий 3 березня 1981 року.
Тіссеранів параметр щодо Юпітера — 3.500.